# Schaapskooi

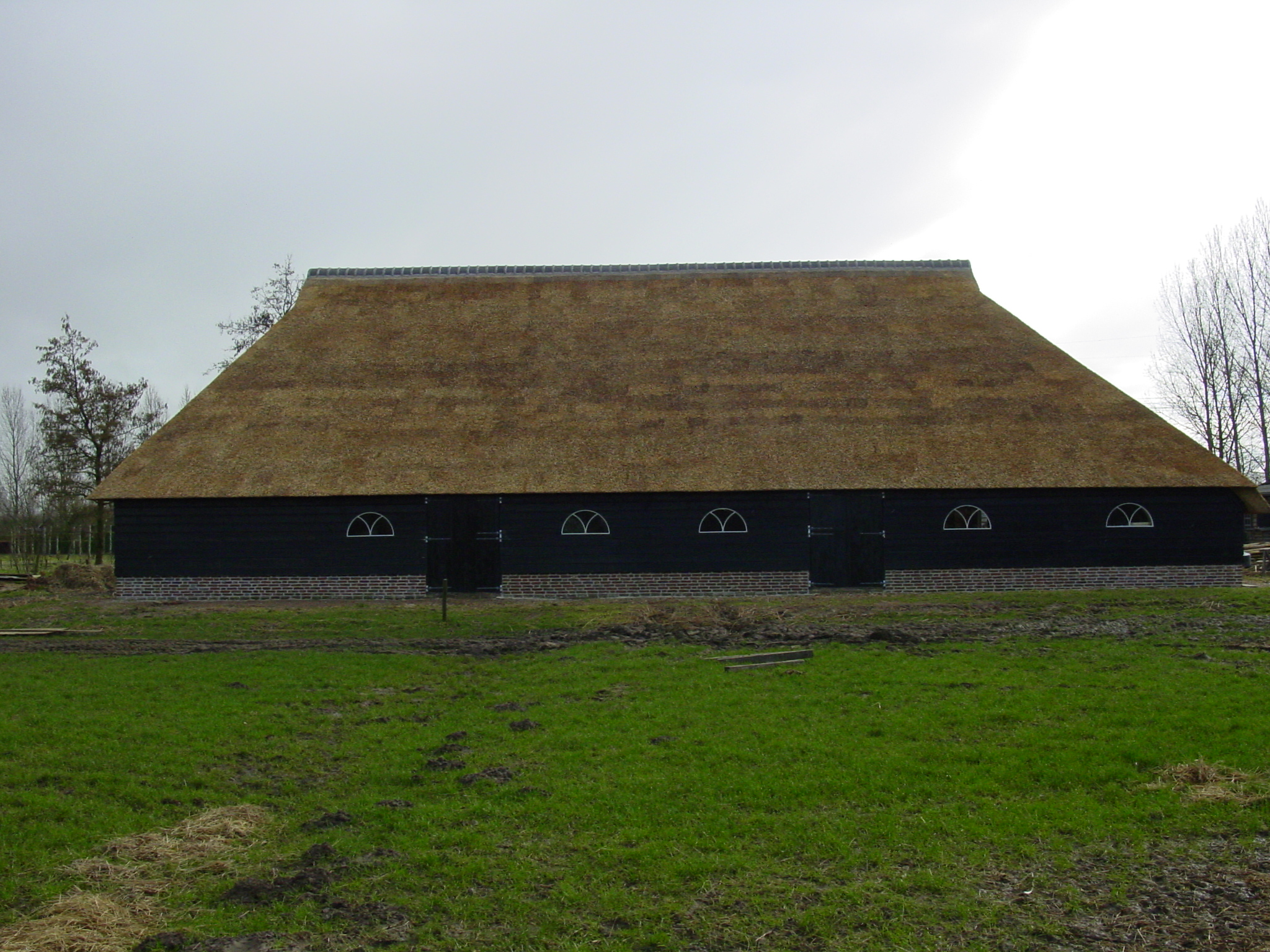
Schaapskooi Schijndel

Een schaapskooi is een zogenaamde potstal en dient als onderkomen voor schapen die de heide begraasden. De schapen liggen tegenwoordig vaak op stro, maar eerder werden hier heideplaggen voor gebruikt. De schapen poepen dan op de stro/heideplaggen en doordat ze in de kooi lopen vermengt het stro of de plaggen zich met de mest. Deze stalmest is zeer vruchtbaar en werd vroeger gebruikt voor de akkers in de omgeving. Door het gebruik van deze mest werden de akkers hoger en hoger. De akkers heten essen of engen.
De schapen van een schaapskooi begrazen over het algemeen onder beheer van een schaapsherder de heide rondom de schaapskooi. Deze vorm van natuurlijk landschapsbeheer zorgt ervoor dat de heidevelden behouden blijven en niet volgroeien met gras, struiken en bomen en uiteindelijk bos worden. 
De authentieke uitstraling van een schaapskooi maakt dat de meeste schaapskooien een toeristische attractie vormen in de regio. Vaak wordt vermeld waar de schapen zich op het moment bevinden en wanneer ze weer onder leiding van de herder terug naar de kooi komen.
In Nederland zijn er o.a. schaapskuddes met bijbehorende kooien bij Ruinen, Dwingeloo en Havelte in de provincie Drenthe, te Schijndel in Noord-Brabant, in Heerde, Loenen, Ermelo, Elspeet, Rheden en Hoog Buurlo te Gelderland en in Blaricum te Noord-Holland. Het Gelderse Ede kent zelfs twee schaapskuddes. De ene kudde loopt op de Edese Heide, de andere op de Ginkelse Heide.